# Blue Thunder (serie de televisión)
Blue Thunder (titulada El Trueno Azul en España y Relámpago Azul en Hispanoamérica) es una serie de televisión de 1984 emitida por la cadena de televisión estadounidense ABC. La serie, de la que se emitió una única temporada de once episodios, se basaba en la película homónima dirigida por John Badham en 1983. El reparto incluía a James Farentino, Dana Carvey y los antiguos jugadores profesionales de fútbol americano Bubba Smith y Dick Butkus.

## Reparto
- James Farentino - Frank Chaney
- Dana Carvey - Clinton "JAFO" Wonderlove
- Sandy McPeak - Braddock
- Dick Butkus - Richard "Ski" Butowski
- Bubba Smith - Lyman "Bubba" Kelsey
- Ann Cooper - J. J. Douglas

## Producción
Para la producción de la serie se reutilizaron tanto el helicóptero Aérospatiale SA 341 Gazelle (convenientemente adaptado para la ficción de la película y de la serie) como un gran número de planos de la película de 1983. Como apoyo al helicóptero aparecía en cada episodio una unidad móvil en tierra, denominada el trueno rodante, que no aparecía en la película. Se trataba de una gran furgoneta que en su interior transportaba un vehículo todo terreno con camuflaje para desierto.
La serie fue cancelada por ABC tras el estreno de otra serie similar, Airwolf, en el canal CBS que consiguió una mayor audiencia. En su primera emisión de episodios en Estados Unidos Blue Thunder fue emitida los viernes por la noche a la vez que la CBS programó la popular serie Dallas por la que también fue derrotada en materia de atención de audiencia.